# Olof Fallsten
Olof Fallsten, född 1746, död den 28 december 1799, var en svensk jurist.
Fallsten var en tid student vid Uppsala universitet. Han blev auskultant i Svea hovrätt 1764, extra ordinarie kanslist där 1765, extra ordinarie notarie vid kriminalprotokollet 1767, vice notarie vid civilprotokollet 1769, förordnad att förrätta domaresysslor 1770 och vid mångfaldiga tillfällen, ordinarie kanslist 1772, registrator 1773, fiskal 1776 och vice advokatfiskal 1778. Fallsten blev häradshövding i Kopparbergslagens och Näsgårds läns domsaga 1780, vilket han förblev till sin död.